# Babcockiella smicra
Babcockiella smicra är en stekelart som beskrevs av John M. Heraty 2002. Babcockiella smicra ingår i släktet Babcockiella och familjen Eucharitidae.
Artens utbredningsområde är Zimbabwe. Inga underarter finns listade.